# Beidaihe

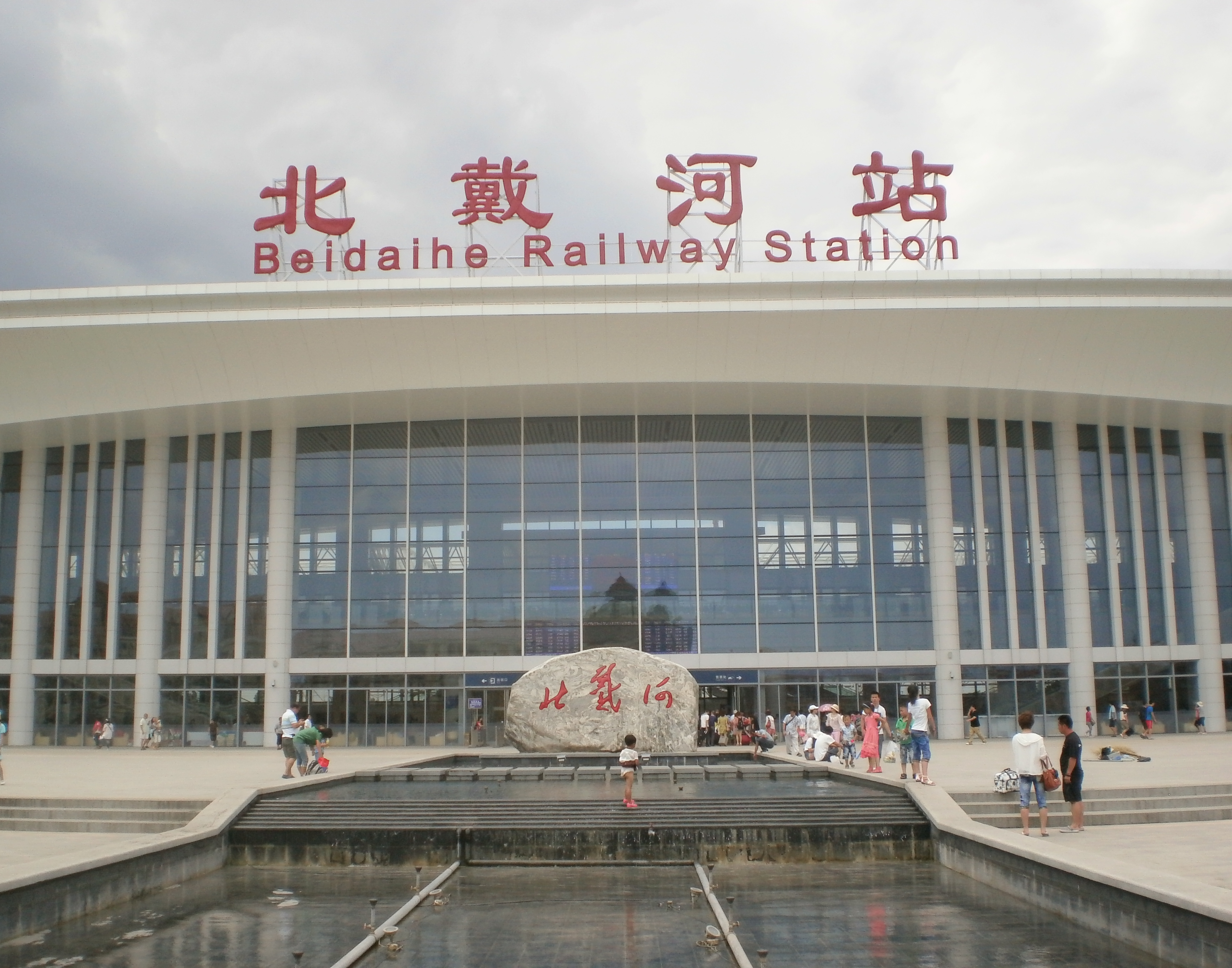
Dworzec kolejowy

Beidaihe (chiń. upr. 北戴河区; pinyin Běidàihé Qū) – dzielnica prefektury miejskiej Qinhuangdao we wschodnich Chinach, w prowincji Hebei, duży ośrodek wypoczynkowy nad Zatoką Pohaj. W 2000 roku liczyła ok. 74 tys. mieszkańców.

## Historia
W okresie dynastii Ming znajdował się tu posterunek wojskowy obsługujący niedaleką twierdzę Shanhaiguan, stanowiącą wschodni kraniec Wielkiego Muru Chińskiego. W XIX wieku Beidaihe stało się ulubionym miejscem wypoczynku dygnitarzy rządzącej wtedy Chinami dynastii Qing. Rozwój miejscowości nastąpił w latach 90. XIX wieku, po wybudowaniu linii kolejowej do Pekinu. Do Beidaihe zaczęli wówczas zjeżdżać również obcokrajowcy z zagranicznych misji i poselstw ze stolicy oraz Tianjinu.
W lutym 1954 roku Beidaihe otrzymało status dzielnicy Qinhuangdao.
Po utworzeniu Chińskiej Republiki Ludowej w Beidaihe wybudowano zamknięte osiedla dla dygnitarzy partyjnych z dostępem do plaż. Dzięki rozbudowie infrastruktury na potrzeby administracji partyjno-państwowej w kurorcie mogły się odbywać nawet konferencje plenarne Komunistycznej Partii Chin. W okresie rewolucji kulturalnej Beidaihe zostało zamknięte dla osób z zewnątrz i nastąpiła likwidacja znajdujących się tu renomowanych restauracji i kawiarni. Ponowne otwarcie i rozwój kurortu nastąpiły po dojściu do władzy Deng Xiaopinga. W 2003 roku ówczesny przewodniczący ChRL Hu Jintao podjął decyzję o likwidacji partyjnego ośrodka wypoczynkowego w Beidaihe.

## Atrakcje
Beidaihe swoją popularność zawdzięcza pięknym plażom i łagodnemu klimatowi. W miejscowości znajduje się wiele luksusowych pensjonatów, restauracji, kawiarni i sklepów, m.in. austriacka sieć Kieslinga. Dużą popularnością cieszą się tutejsze owoce morza oraz perły hodowlane.